# Grana Monferrato
Grana Monferrato ist eine italienische Gemeinde (comune) in der Provinz Asti, Region Piemont. Bis Anfang 2023 hieß die Gemeinde nur Grana.

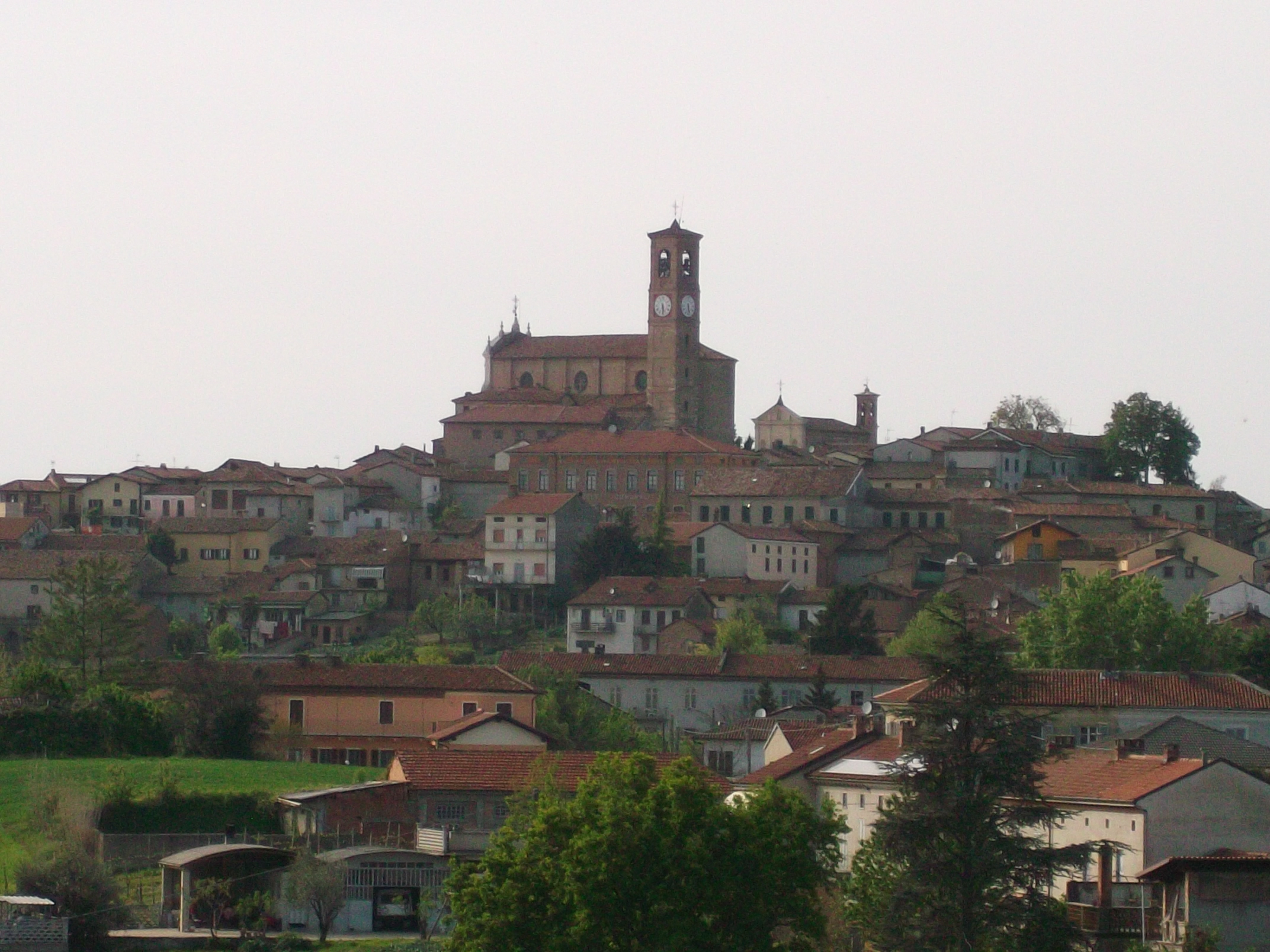

## Lage und Einwohner
Die Gemeinde liegt in Luftlinie etwa 12 km nordöstlich der Provinzhauptstadt Asti auf 289 m s.l.m. in der Hügellandschaft des Monferrato. Das Gemeindegebiet umfasst eine Fläche von sechs km² und hat 510 Einwohner (Stand 31. Dezember 2023). Die Nachbargemeinden sind Calliano Monferrato, Casorzo, Castagnole Monferrato, Grazzano Badoglio, Moncalvo, Montemagno und Penango.

## Kulinarische Spezialitäten
In Grana Monferrato werden Reben der Sorte Barbera für den Barbera d’Asti, einen Rotwein mit DOCG Status, sowie für den Barbera del Monferrato angebaut.